# Cucullia occidentalis
Cucullia occidentalis là một loài bướm đêm trong họ Noctuidae.